# Gustavo Méndez
Gustavo Emilio Méndez Techera (Montevideo, 3 febbraio 1971) è un ex calciatore uruguaiano, di ruolo difensore o centrocampista.

## Biografia
Gustavo Mendez insieme a George Weah è presente nella copertina dell'album Calciatori Panini della stagione 1995-1996: la foto fu scattata nella partita Vicenza-Milan del 22 ottobre 1995.

## Caratteristiche tecniche
Era un giocatore grintoso, e talvolta molto duro negli interventi, con buon senso della posizione, e la cui duttilità gli consentiva di giocare da difensore centrale, da terzino e da centrocampista (mediano per la precisione).

## Carriera

### Club
Esordì nel Nacional Montevideo, una delle squadre più prestigiose del suo paese, all'età di vent'anni con cui vinse subito il titolo nazionale. Giocò nel Nacional fino al 1995, guadagnandosi la prima convocazione in nazionale il 29 agosto 1993.
Passò al Vicenza nell'estate del 1995 dopo aver vinto con la sua nazionale la Coppa America, battendo in finale il Brasile ai calci di rigore. In maglia biancorossa si mette subito in luce insieme al compagno di nazionale Marcelo Otero, diventando un punto di forza della difesa biancorossa, grazie anche alla sua versalità: può infatti giocare come terzino destro, ma anche come terzino sinistro o come mediano.
Nella città berica rimane per quattro stagioni, vivendo uno dei periodi migliori della società, con la conquista della Coppa Italia del 1997 e arrivando alla semifinale di Coppa delle Coppe l'anno successivo, realizzando proprio in Europa il suo primo gol in maglia del Vicenza con una bellissima rovesciata.
Dopo la retrocessione del Vicenza in Serie B del 1999 passò al Torino, dove rimase per due stagioni e mezza, giocando la prima, mentre nella seconda iniziò a mostrare dei cali di rendimento, e in più ebbe difficoltà a trovare spazio vista la folta concorrenza a centrocampo.
Tornò al Nacional nel gennaio 2002, senza aver giocato alcuna partita in maglia granata quell'anno. Con la squadra che lo lanciò vinse il secondo titolo nazionale della sua carriera, dopo quello della sua stagione d'esordio.

### Nazionale
Debuttò con la Nazionale maggiore il 29 agosto 1993 nel successo per 4-0 contro il Venezuela. Nel 1995 viene convocato per la Copa América poi vinta dalla sua squadra ai rigori contro il Brasile; contro i verdeoro ha giocato come terzino. Successivamente ha disputato la Confederations Cup 1997 e i Mondiali 2002. Dopo quest'ultima competizione (in cui ha giocato solo la partita persa 2-1 con la Danimarca ai gironi) non ha più giocato con la Celeste, con cui ha disputato 46 partite senza mai andare in goal.

## Statistiche

### Cronologia presenze e reti in Nazionale
| Cronologia completa delle presenze e delle reti in nazionale ― Uruguay | Cronologia completa delle presenze e delle reti in nazionale ― Uruguay | Cronologia completa delle presenze e delle reti in nazionale ― Uruguay | Cronologia completa delle presenze e delle reti in nazionale ― Uruguay | Cronologia completa delle presenze e delle reti in nazionale ― Uruguay | Cronologia completa delle presenze e delle reti in nazionale ― Uruguay | Cronologia completa delle presenze e delle reti in nazionale ― Uruguay | Cronologia completa delle presenze e delle reti in nazionale ― Uruguay |
| Data                                                                   | Città                                                                  | In casa                                                                | Risultato                                                              | Ospiti                                                                 | Competizione                                                           | Reti                                                                   | Note                                                                   |
| ---------------------------------------------------------------------- | ---------------------------------------------------------------------- | ---------------------------------------------------------------------- | ---------------------------------------------------------------------- | ---------------------------------------------------------------------- | ---------------------------------------------------------------------- | ---------------------------------------------------------------------- | ---------------------------------------------------------------------- |
| 29-8-1993                                                              | Montevideo                                                             | Uruguay                                                                | 4 – 0                                                                  | Venezuela                                                              | Qual. Mondiali 1994                                                    | -                                                                      |                                                                        |
| 5-9-1993                                                               | Guayaquil                                                              | Ecuador                                                                | 0 – 1                                                                  | Uruguay                                                                | Qual. Mondiali 1994                                                    | -                                                                      |                                                                        |
| 12-9-1993                                                              | Montevideo                                                             | Uruguay                                                                | 2 – 1                                                                  | Bolivia                                                                | Qual. Mondiali 1994                                                    | -                                                                      |                                                                        |
| 19-9-1993                                                              | Rio de Janeiro                                                         | Brasile                                                                | 2 – 0                                                                  | Uruguay                                                                | Qual. Mondiali 1994                                                    | -                                                                      |                                                                        |
| 19-10-1994                                                             | Lima                                                                   | Perù                                                                   | 0 – 1                                                                  | Uruguay                                                                | Parra del Riego Cup                                                    | -                                                                      | 52’                                                                    |
| 22-3-1995                                                              | Medellín                                                               | Colombia                                                               | 2 – 1                                                                  | Uruguay                                                                | Amichevole                                                             | -                                                                      |                                                                        |
| 25-3-1995                                                              | Dallas                                                                 | Stati Uniti                                                            | 2 – 2                                                                  | Uruguay                                                                | Amichevole                                                             | -                                                                      |                                                                        |
| 31-3-1995                                                              | Belgrado                                                               | Jugoslavia                                                             | 1 – 0                                                                  | Uruguay                                                                | Amichevole                                                             | -                                                                      |                                                                        |
| 5-4-1995                                                               | Montevideo                                                             | Uruguay                                                                | 1 – 0                                                                  | Perù                                                                   | El Inca Cup                                                            | -                                                                      | 59’                                                                    |
| 9-7-1995                                                               | Montevideo                                                             | Uruguay                                                                | 1 – 0                                                                  | Paraguay                                                               | Coppa America 1995 - 1º turno                                          | -                                                                      |                                                                        |
| 13-7-1997                                                              | Montevideo                                                             | Uruguay                                                                | 1 – 1                                                                  | Messico                                                                | Coppa America 1995 - 1º turno                                          | -                                                                      |                                                                        |
| 16-7-1995                                                              | Montevideo                                                             | Uruguay                                                                | 2 – 1                                                                  | Bolivia                                                                | Coppa America 1995 - Quarti di finale                                  | -                                                                      |                                                                        |
| 19-7-1995                                                              | Montevideo                                                             | Uruguay                                                                | 2 – 0                                                                  | Colombia                                                               | Coppa America 1995 - Semifinale                                        | -                                                                      |                                                                        |
| 23-7-1995                                                              | Montevideo                                                             | Uruguay                                                                | 1 – 1 (5 – 3 dtr)                                                      | Brasile                                                                | Coppa America 1995 - Finale                                            | -                                                                      | Ammonizione                                                            |
| 20-9-1995                                                              | Gerusalemme                                                            | Israele                                                                | 3 – 1                                                                  | Uruguay                                                                | Amichevole                                                             | -                                                                      |                                                                        |
| 11-10-1995                                                             | Salvador                                                               | Brasile                                                                | 2 – 0                                                                  | Uruguay                                                                | Amichevole                                                             | -                                                                      |                                                                        |
| 2-6-1996                                                               | Montevideo                                                             | Uruguay                                                                | 0 – 2                                                                  | Paraguay                                                               | Qual. Mondiali 1998                                                    | -                                                                      | 42’                                                                    |
| 8-10-1996                                                              | Montevideo                                                             | Uruguay                                                                | 1 – 0                                                                  | Bolivia                                                                | Qual. Mondiali 1998                                                    | -                                                                      |                                                                        |
| 12-11-1996                                                             | Santiago del Cile                                                      | Cile                                                                   | 1 – 0                                                                  | Uruguay                                                                | Qual. Mondiali 1998                                                    | -                                                                      | 50’                                                                    |
| 12-1-1997                                                              | Montevideo                                                             | Uruguay                                                                | 0 – 0                                                                  | Argentina                                                              | Qual. Mondiali 1998                                                    | -                                                                      | 18’                                                                    |
| 12-2-1997                                                              | Quito                                                                  | Ecuador                                                                | 4 – 0                                                                  | Uruguay                                                                | Qual. Mondiali 1998                                                    | -                                                                      | 77’                                                                    |
| 30-4-1997                                                              | Asunción                                                               | Paraguay                                                               | 3 – 1                                                                  | Uruguay                                                                | Qual. Mondiali 1998                                                    | -                                                                      |                                                                        |
| 8-6-1997                                                               | Montevideo                                                             | Uruguay                                                                | 1 – 1                                                                  | Colombia                                                               | Qual. Mondiali 1998                                                    | -                                                                      | 59’                                                                    |
| 20-8-1997                                                              | Montevideo                                                             | Uruguay                                                                | 1 – 0                                                                  | Cile                                                                   | Qual. Mondiali 1998                                                    | -                                                                      |                                                                        |
| 10-9-1997                                                              | Lima                                                                   | Perù                                                                   | 2 – 1                                                                  | Uruguay                                                                | Qual. Mondiali 1998                                                    | -                                                                      |                                                                        |
| 13-12-1997                                                             | Riyad                                                                  | Emirati Arabi Uniti                                                    | 0 – 2                                                                  | Uruguay                                                                | Conf. Cup 1997 - 1º turno                                              | -                                                                      |                                                                        |
| 15-12-1997                                                             | Riyad                                                                  | Rep. Ceca                                                              | 1 – 2                                                                  | Uruguay                                                                | Conf. Cup 1997 - 1º turno                                              | -                                                                      | 45’                                                                    |
| 19-12-1997                                                             | Riyad                                                                  | Australia                                                              | 1 – 0 gg                                                               | Uruguay                                                                | Conf. Cup 1997 - Semifinale                                            | -                                                                      | 5’                                                                     |
| 21-12-1997                                                             | Riyad                                                                  | Rep. Ceca                                                              | 1 – 0                                                                  | Uruguay                                                                | Conf. Cup 1997 - Finale 3º posto                                       | -                                                                      |                                                                        |
| 24-5-1998                                                              | Santiago del Cile                                                      | Cile                                                                   | 2 – 2                                                                  | Uruguay                                                                | Amichevole                                                             | -                                                                      |                                                                        |
| 8-9-1999                                                               | Montevideo                                                             | Uruguay                                                                | 2 – 0                                                                  | Venezuela                                                              | Amichevole                                                             | -                                                                      |                                                                        |
| 12-10-1999                                                             | Montevideo                                                             | Uruguay                                                                | 0 – 0                                                                  | Ecuador                                                                | Amichevole                                                             | -                                                                      |                                                                        |
| 17-2-2000                                                              | Maldonado                                                              | Uruguay                                                                | 2 – 0                                                                  | Ungheria                                                               | Amichevole                                                             | -                                                                      | Uscita                                                                 |
| 29-3-2000                                                              | Montevideo                                                             | Uruguay                                                                | 1 – 0                                                                  | Bolivia                                                                | Qual. Mondiali 2002                                                    | -                                                                      | 37’                                                                    |
| 26-4-2000                                                              | Asunción                                                               | Paraguay                                                               | 1 – 0                                                                  | Uruguay                                                                | Qual. Mondiali 2002                                                    | -                                                                      |                                                                        |
| 3-6-2000                                                               | Montevideo                                                             | Uruguay                                                                | 2 – 1                                                                  | Cile                                                                   | Qual. Mondiali 2002                                                    | -                                                                      | 23’                                                                    |
| 15-8-2000                                                              | Bogotà                                                                 | Colombia                                                               | 1 – 0                                                                  | Uruguay                                                                | Qual. Mondiali 2002                                                    | -                                                                      | 78’                                                                    |
| 3-9-2000                                                               | Montevideo                                                             | Uruguay                                                                | 4 – 0                                                                  | Ecuador                                                                | Qual. Mondiali 2002                                                    | -                                                                      | 33’                                                                    |
| 28-2-2001                                                              | Capodistria                                                            | Slovenia                                                               | 0 – 2                                                                  | Uruguay                                                                | Amichevole                                                             | -                                                                      | 53’                                                                    |
| 24-4-2001                                                              | Santiago del Cile                                                      | Cile                                                                   | 0 – 1                                                                  | Uruguay                                                                | Qual. Mondiali 2002                                                    | -                                                                      | 41’                                                                    |
| 1-7-2001                                                               | Montevideo                                                             | Uruguay                                                                | 1 – 0                                                                  | Brasile                                                                | Qual. Mondiali 2002                                                    | -                                                                      |                                                                        |
| 14-8-2001                                                              | Maracaibo                                                              | Venezuela                                                              | 2 – 0                                                                  | Uruguay                                                                | Qual. Mondiali 2002                                                    | -                                                                      | 19’, 69’                                                               |
| 17-4-2002                                                              | Milano                                                                 | Italia                                                                 | 1 – 1                                                                  | Uruguay                                                                | Amichevole                                                             | -                                                                      | 74’                                                                    |
| 12-5-2002                                                              | Washington                                                             | Stati Uniti                                                            | 2 – 1                                                                  | Uruguay                                                                | Amichevole                                                             | -                                                                      | 77’                                                                    |
| 16-5-2002                                                              | Shenyang                                                               | Cina                                                                   | 0 – 2                                                                  | Uruguay                                                                | Amichevole                                                             | -                                                                      | 82’                                                                    |
| 1-6-2002                                                               | Ulsan                                                                  | Uruguay                                                                | 1 – 2                                                                  | Danimarca                                                              | Mondiali 2002 - 1º turno                                               | -                                                                      | 25’                                                                    |
| Totale                                                                 |                                                                        | Presenze                                                               | 46                                                                     |                                                                        | Reti                                                                   | 0                                                                      |                                                                        |

## Palmarès

### Club
- Campionato uruguaiano: 1

Nacional: 1992
- Coppa Italia: 1

Vicenza: 1996-1997

### Nazionale
- Coppa America: 1

1995